# Дыми (деревня)
Дыми — деревня в Большедворском сельском поселении Бокситогорского района Ленинградской области.

## История
Название — от старинного слова «дым» в значении отдельного домохозяйства.
Первая деревянная церковь во имя Святителя Николая Чудотворца была построена в деревне до 1582 года.
В 1792 году церковь была перестроена.
Деревня Дыми обозначена на специальной карте западной части России Ф. Ф. Шуберта 1844 года.

ДЫМИ — деревня Дымского общества, прихода села Дыми. 

Крестьянских дворов — 39. Строений — 111, в том числе жилых — 55. Кузница.

Число жителей по семейным спискам 1879 г.: 80 м. п., 115 ж. п.; по приходским сведениям 1879 г.: 80 м. п., 113 ж. п.

В 1896 году в деревне была построена новая деревянная церковь.
В конце XIX века — начале XX века деревня административно относилась к Большедворской волости 3-го земского участка 1-го стана Тихвинского уезда Новгородской губернии.

ДЫМИ — деревня Дымского общества, дворов — 37, жилых домов — 44, число жителей: 110 м. п., 107 ж. п.

Занятия жителей — земледелие, лесные заработки. Речка Дымца. Часовня, мельница, лавка, кузница. (1910 год)

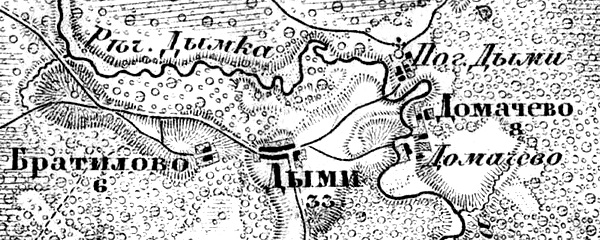
Деревня Дыми на карте 1913 года

Согласно карте Новгородской губернии 1913 года, деревня насчитывала 33 крестьянских двора.
С 1917 по 1918 год деревня входила в состав Большедворской волости Тихвинского уезда Новгородской губернии.
С 1918 года, в составе Череповецкой губернии.
С 1924 года, в составе Пригородной волости.
С 1927 года, в составе Дымского сельсовета Тихвинского района.
С 1928 года, в составе Галичского сельсовета.
По данным 1933 года деревня Дыми входила в состав Галичского сельсовета Тихвинского района.
В 1938 году была закрыта и снесена церковь.
С 1952 года, в составе Бокситогорского района.
С 1954 года, в составе Большедворского сельсовета.
С 1963 года, вновь в составе Тихвинского района.
С 1965 года, вновь в составе Бокситогорского района. В 1965 году население деревни составляло 158 человек.
По данным 1966 и 1973 годов деревня Дыми также входила в состав Галичского сельсовета Бокситогорского района.
По данным 1990 года деревня Дыми входила в состав Большедворского сельсовета.
В 1997 году в деревне Дыми Большедворской волости проживали 138 человек, в 2002 году — 172 человека (русские — 93 %).
В 2007 году в деревне Дыми Большедворского СП проживал 191 человек, в 2010 году — 180.

## География
Находится в северо-западной части района на автодороге А114 (Новая Ладога — Вологда) в месте примыкания к ней автодороги 41К-031 (Дыми — Бочево).
Расстояние до административного центра поселения — 13 км.
Расстояние до ближайшей железнодорожной платформы Дыми — 3 км.
Деревня находится на левом берегу реки Дымка.

## Демография
| 1997 | 2002 | 2007 | 2010 | 2017 |
| ---- | ---- | ---- | ---- | ---- |
| 138  | ↗172 | ↗191 | ↘180 | ↘178 |